# Nnewi
Nnewi és la segona ciutat més gran de l'Estat d'Anambra, al sud-est de Nigèria. Està a Igboland. La zona metropolitana de Nnewi comprèn dues LGAs, Nnewi North i Nnewi South. La primera és anomenada com Nnewi central i comprèn quatre barris autònoms: Otolo, Uruagu, Umudim i Nnewi-ichi. Nnewi North també inclou Ichi.
Nnewi dona nom al regne homònim que és un Estat tradicional de Nigèria.
El 2006 Nnewi tenia una població estimada de 391.227 h. segons el cens nigerià. La ciutat té 2.78 km². La Zona Metropolitana de Nnewi i les seves ciutats satèl·lits tenen uns 2,5 bilions d'habitants.

## Geografia
Nnewi està a una zona climatològica de selva tropical a Nigèria. Tot i l'erosió del sòl, és una zona que té una rica agricultura. La ciutat està localitzada a l'est del riu Níger, a uns 22 km al sud-est d'Onitsha.

## Història
A la història oral i mitologia de Nnewi, els ewi (en igbo, ‘rata dels matolls’) van jugar un rol important en la defensa de la ciutat a les guerres. Al llarg de la història Nnewi ha utilitzat el seu poder militar per a mantenir les seves fronteres. Nnewi va existir com un regne independent des del Segle XV fins al 1904, quan fou ocupada per l'Imperi Britànic.
El Regne de Nnewi va ser fundat en quatre capitals: Otolo, Uruagu, Umudim i Nnewichi. Cadascuna d'aquestes viles era dividida en unitats familiars anomenades "umunna". Cada umunna tenia un primera família anomenada "obi".
Edo és la deïtat suprema de tots els Alusi (en igbo, ‘déus’) al país Anaedo. El santuari central està situat a Nkwo Nnewi, el mercat central de la ciutat. A Nnewi hi ha quatre déus més: Ana, Ezemewi, Eze i Ele. El 1885 fou introduït el cristianisme pels europeus i molts habitants de Nnewi avui en dia practiquen aquesta religió.
Nnewi és un centre important de manufactura i comerç de Nigèria. Degut a les seves activitats comercials, la ciutat ha atret molts immigrants d'altres estats i països.

## Govern i política

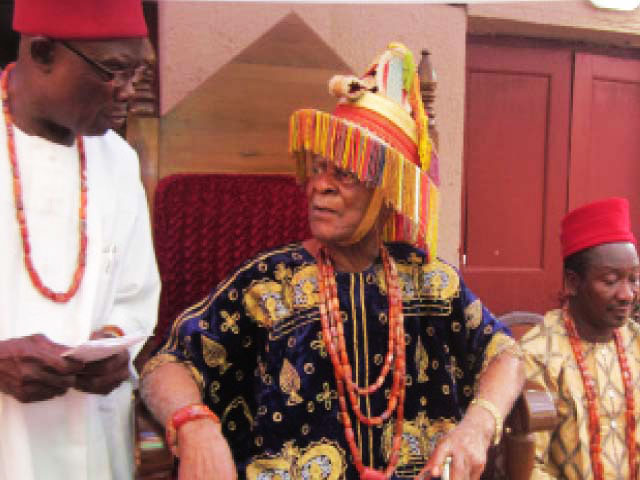
El 17è Obi d'Otolo i Igwe (rei) del Regne Nnewi, Igwe Kenneth Oneneke Orizu III

El regne de Nnewi és avui en dia un estat tradicional de Nigèria.
El monarca tradicional de Nnewi és anomenat Igwe. Aquesta era una monarquia única a Igboland abans de l'arribada dels europeus. Els igbos són coneguts per no tenir molts reis. Però a Nnewi el Igwe és el isi obi (cap dels Obis).

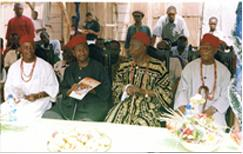
caps tradicionals de Nnewi

El monarca actual és l'Igwe Kenneth Onyeneke Orizu III. És el monarca tradicional actual que ha governat durant més temps de Nigèria i actualment és el 17è monarca del llinatge reial Nnofo. És el cap més important de l'Estat d'Anambra i és el vicepresident de la Casa de Caps d'Anambra.
A Nnewi hi ha obis (nobles) a quatre clans. Aquests quatre obis constitueixen el Concell de l'Igwe i deliberen sobre els afers comunals, tradicionals i espirituals de Nnewi.

### Sistema local
L'antic sistema local de Nnewi no estava escrit en la llei escrita, si no que era un dret natural que resolia causes criminals i civils segons els costums i tradicions. El procés legal passava a través del sistema de família extensa; s'involucrava al cap de la família del delinqüent al judici.
Un home que havia fet un delicte greu no tenia més opció que la de l'exili de per vida o la d'esdevenir esclau. No hi havia pena de mort perquè matar un ésser humà estava en contra de les seves creences. El sistema jucicial a Nnewi reconeixia tres classes de casos: les ofenses menors, els casos criminals i els civils (deutes, preus de les núvies i les terres). El codi criminal, que tractava els crims greus sembla que era més desenvolupat a Nnewi que a la resta d'Igboland. Hi havia set classes principals d'ofenses, conegudes com "ori-obi".

### Polítics
Hi ha polítics nigerians importants que han nascut a Nnewi:
- Nwafor Orizu, president del Senat Nigerià de la Primera República i posteriorment president del país (1965-66), abans del cop d'Estat Militar del 1966.
- Chukwuemeka Odumegwu Ojukwu. Militar i patriota igbo, governador militar de la regió oriental entre el 1966 i el 1967 i president de la República de Biafra.
- Edward Ikem Okeke. President del PRP i sindicalista.
- F.C.Nwokedi, el primer Secretari Permanent nigerià.
- Dr. Chu Okongwu, Ministre de Finances de Nigèria.

## Economia
S'ha construït el Nkwo Nnewi Market al bosc d'Agbo Edo. Aquest ha contribuït a desenvolupar l'economia local.
Nnewi és un important eix industrial i comercial d'Àfrica. També és una ciutat important a nivell bancari, ja que té nombroses institucions financeres. A la zona de Nnewi es produeix oli de palma, cosmètics, motors, peces de motocicletes, llibres, tèxtils i cables elèctrics. A Nnewi hi ha els mercats: Nkwo Nnewi, Nwafor, Eke Amaobi, Eke Ochie, Eke Ichi, Orie Otube, etc.

### Agricultura i silvicultura
El comerç i l'agricultura són els sectors principals de la ciutat. A la ciutat i els seus voltants s'hi cultiven molts productes agrícoles destinats al comerç: oli de palma, ràfia, cacauet, melons, cotó, coco, cautxú, blat de moro, nyam, mandioca, taro i arbre de pa. Hi ha molta producció de productes agrícoles tropicals.

### Indústria
A Nnewi hi ha fàbriques importants. Des de la dècada del 1970 a Nnewi hi ha entre el 80% i el 90% del comerç de motors d'automòbil de Nigèria. La ciutat és coneguda per la seva indústria de l'automòbil i de les motocicletes.

## Cultura
Nnewi és una ciutat històrica que té molts esdeveniments culturals, festivitats i monuments culturals: el Santuari Edo Na Ezemewi, el Santuari Udoogwugwu, el Santuari Kamanu són els santuaris més destacats. Entre els festivals, hi destaca el New yam (o Ifejioku festival), en el que hi destaquen les mascarades.

### Artesania
A Nnewi hi ha artesans de portes tallades, bastons, escultures, flautes, morters de fusta, tambors i treballs en metall.

### Matrimoni tradicional

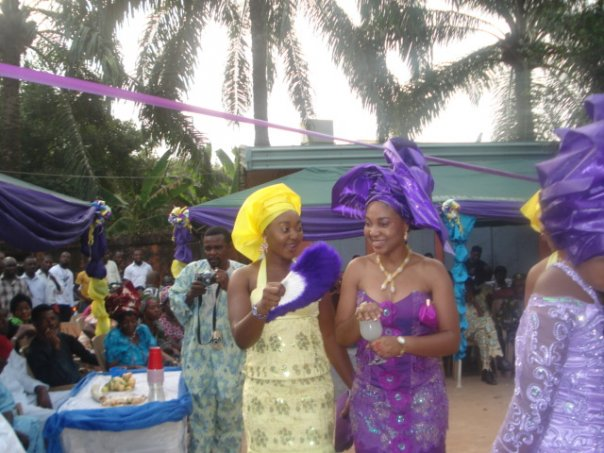
Igbo traditional marriage

A Nnewi hi ha tres tipus de matrimonis: el matrimoni tradicional, celebrat a la cada de la dona; el matrimoni oficial, celebrat en una oficina de registre; i el matrimoni religiós. La cerimònia oficial de matrimoni és anomenada Igbankwu, el nom tradicional de la cerimònia de matrimoni. L'Igbankwu és precedit per una sèrie d'esdeveniments durant els quals les famílies del futur espòs i muller discuteixen els termes del matrimoni.

## Religió
El 96% dels habitants de Nnewi són cristians. El 2% segueixen a religions tradicionals, el 0,2% són jueus, el 0,3% musulmans i l'1,5% segueixen altres religions. Entre els cristians, les comunitats més importants són els catòlics i els anglicans, seguits pels grups Pentecostals.
El 1905 es va crear la diòcesi catòlica de Nnewi. El 1893 s'hi va establir l'església anglicana i el 1809 s'hi va constituir la diòcesi anglicana.

## Personalitats notables
- L'Igwe (rei) Orizu I: 15è Igwe de Nnewi i primer igbo que va tenir un automòbil.
- Sir Louis Odumegwu Ojukwu. Transportista i primer multimilionari nigerià. Pare del general Chuckwuemeka Odumegwu Ojukwu.
- M.C.K. Ajuluchukwu. Periodista, nacionalista, anticolonialista.
- Benson Egemonye. Jugador de bàsquet professional.